# Yūya Ōsako
Yūya Ōsako (大迫 勇也?, Ōsako Yūya; Kagoshima, 18 maggio 1990) è un calciatore giapponese, attaccante del Vissel Kōbe, vicecampione d'Asia con la nazionale giapponese nel 2019.

## Biografia
Pratica il calcio fin fa bambino, fin dai tempi delle scuole medie ambisce al professionismo, ha frequentato la scuola media Ikueikan nella prefettura di Kagoshima affiliata alla scuola superiore Josai nella quale entra a far parte. Nel 2008 porta la squadra del suo liceo alla vittoria del campionato della propria prefettura, ottenendo l'accesso all'All Japan High School Soccer Tournament dove Osako ottiene il titolo di miglior marcatore con 10 reti, la squadra per la prima volta ottiene l'accesso alla finale perdendo contro il liceo Minami. È sposato con Miwa Asami.

## Caratteristiche tecniche

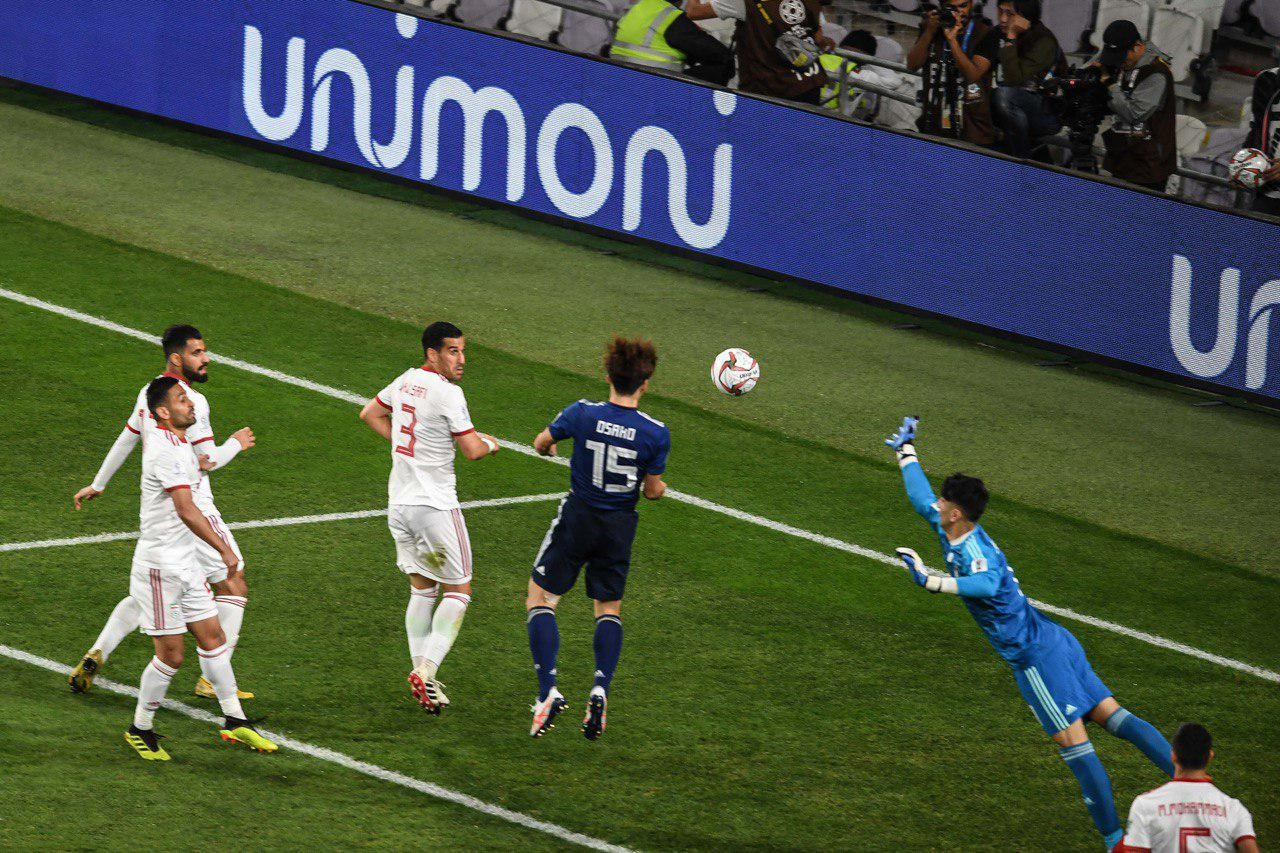
Ōsako, con la maglia della nazionale, un attimo prima di colpire il pallone di testa e segnare

È in grado di ricoprire sia il ruolo di prima punta che quello di seconda punta, dotato di un fisico non particolarmente robusto, fa della tecnica e della velocità il suo punto di forza. Ha un ottimo fiuto per l'assist, inoltre i suoi tiri, sebbene non particolarmente forti, sono ben angolati, è bravo a segnare pure di testa inoltre è capace di realizzare il gol anche quando è ben marcato. In aggiunta, è bravo anche nei calci di punizione.

## Carriera

### Club

#### Kashima Antlers
Yūya Ōsako, a partire dal 2009, entra a far parte del Kashima Antlers, anno in cui la sua squadra vince per la settima volta la J1 League. Nel 2010 durante la Coppa dell'Imperatore segna ai quarti di finale la rete della vittoria del 2-1 contro il Nagoya Grampus, mentre nella semifinale è autore del gol del pareggio contro il l'Urawa Red Diamonds nella partita vinta 2-1 per merito del secondo gol di Shinzō Kōroki, ottenendo così l'accesso alla finale vinta contro Shimizu S-Pulse per 2-1. Sarà decisivo, nel 2011, nella vittoria contro Urawa Red Diamonds nella finale della Coppa J. League segnando il gol del 1-0 ai tempi supplementari. Nell'anno successivo, nel 2012, il Kashima Antlers vince per la seconda volta la Coppa J. League, Ōsako segna una doppietta nella partita vinta 2-1 contro lo Shimizu S-Pulse, la vittoria del torneo permette alla squadra di affrontare il San Paolo, campioni della Coppa Sudamericana nell'edizione 2013 della Copa Suruga Bank dove Ōsako si rivela il maggior protagonista della partita consegnando al Kashima Antlers la vittoria segnando la tripletta con la quale la squadra vincerà per 3-2. Yūya Ōsako lascia la squadra con un totale di 191 presenze e 65 reti.

#### Monaco 1860 e Colonia
A partire dal 2013 Ōsako debutta nella 2. Bundesliga con la maglia del Monaco 1860 dove segna il suo primo gol contro il Düsseldorf nella partita che si concluderà 1-1. Segnerà la rete del temporaneo 2-0 nella vittoria contro il VfR Aalen per 4-0, inoltre segnerà un gol nella vittoria per 2-0 contro il VfL Bochum.

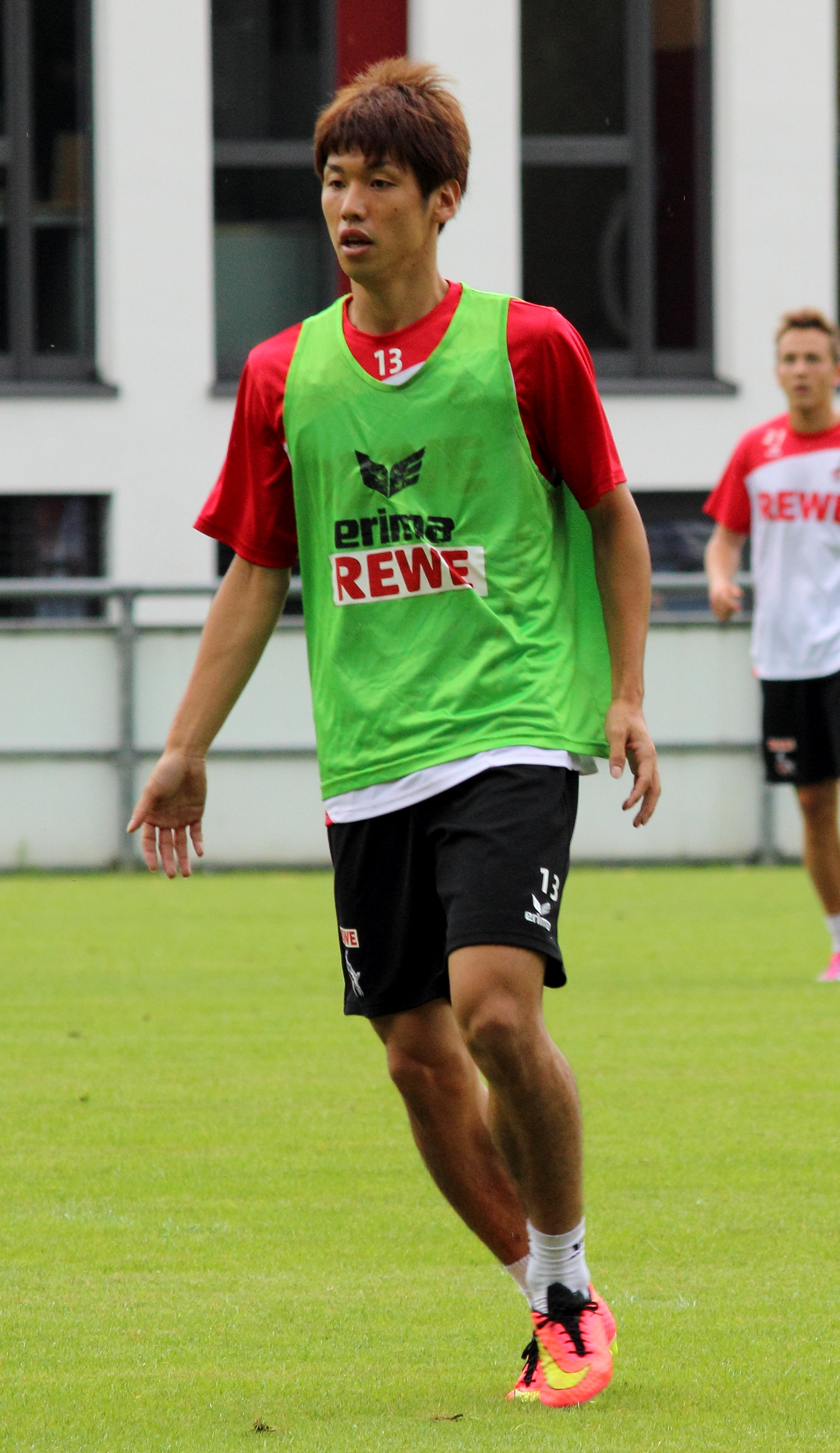
Ōsako durante un allenamento con il Colonia nel 2014

Partecipando solo all'edizione 2013-2014 della 2. Bundesliga, Ōsako debutterà nella Bundesliga, con la squadra del Colonia, marcando la sua prima rete in campionato nella partita vinta per 2-0 contro lo Stoccarda, inoltre sarà autore della sua prima doppietta in Bundesliga nella vittoria per 6-1 contro il Darmstadt. Segnerà una doppietta in Europa League nella partita vinta per 5-2 contro il BATĖ Borisov. Giocherà nel Colonia fino al 2018, con 120 presenze e 19 reti.

#### Werder Brema

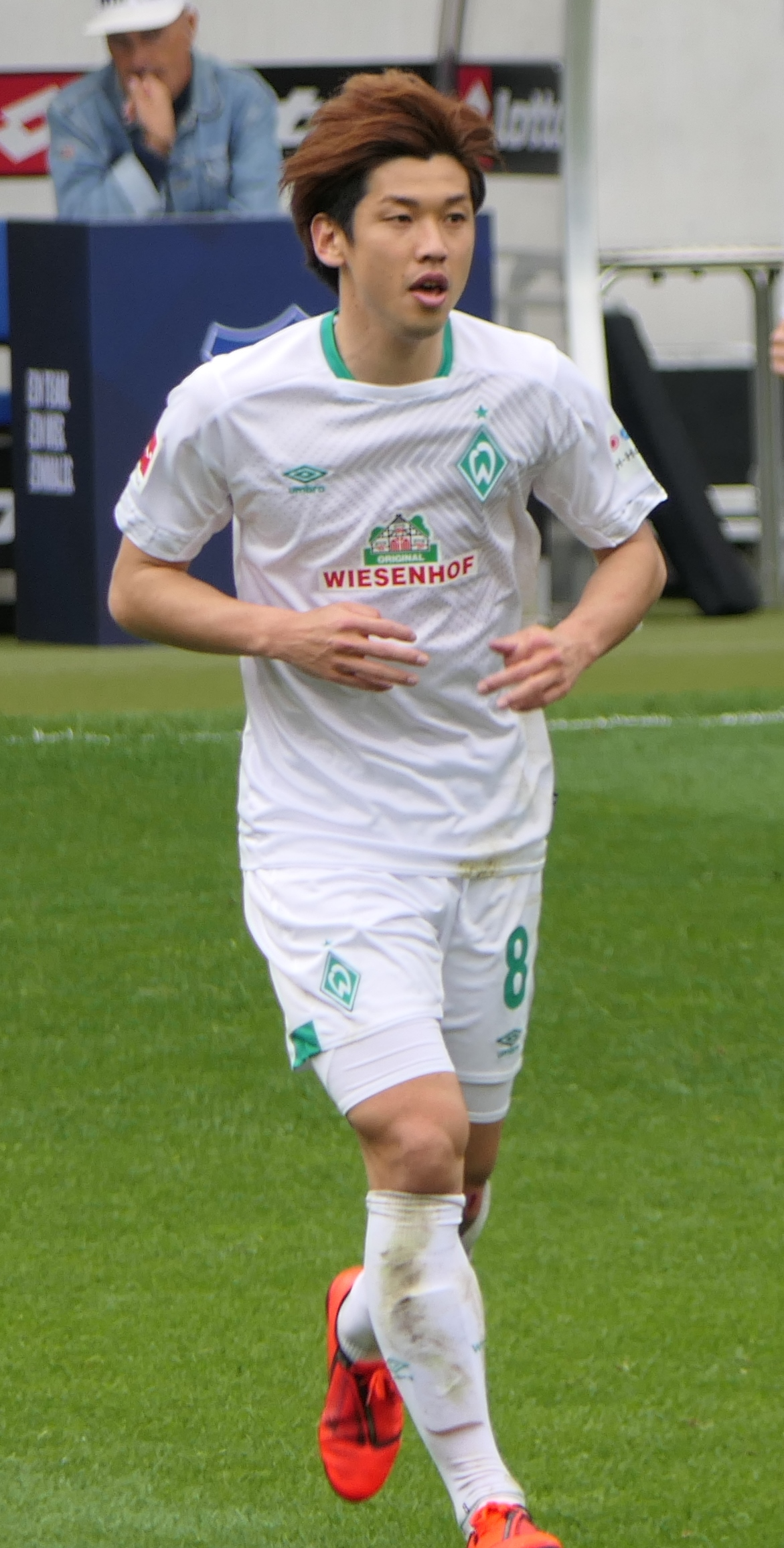
Ōsako al Werder nel 2019

Il 16 maggio 2018 viene annunciato che giocherà nel Werder Brema, che lo ha acquistato per 4,5 milioni di euro.
Segna il suo primo gol con la maglia della squadra nella partita di DFB-Pokal vinta per 6-1 contro il Wormatia Worms.
Nella stagione 2019-2020 della Bundesliga il Werder Brema a causa dei suoi pessimi risultati rischierà la retrocessione, sebbene Ōsako raggiungerà un nuovo record personale con 8 reti in Bundesliga, la sua doppietta sarà determinante nella vittoria contro il Augusta per 3-2, inoltre nell'ultima partita di campionato contro il Colonia la squadra vincerà per 6-1, evitando la retrocessione, dove Ōsako sarà autore di 2 gol e un assist.
Nell'edizione 2020-2021 Coppa di Germania segnerà il gol del 1-0 con cui vinceranno contro il Jahn Regensburg.

#### Vissel Kobe
Per volontà del giocatore, l'8 agosto 2021 lascia il Werder Brema venendo ceduto al Vissel Kōbe, club militante nella massima divisione giapponese. Aprirà le marcature nella vittoria contro l'Urawa Reds vincendo per 5-1. Nella partita contro il Melbourne Victory nella AFC Champions League segna due reti vincendo per 4-3. Ōsako trascina la squadra nella prima storica vittoria del campionato infatti a pari merito con Anderson Lopes diventa il miglior marcatore del torneo entrambi con ventidue reti, l'ultimo gol Ōsako lo segna con la rete del 2-1 battendo l'Urawa Reds infine il Vissel Kome il 25 novembre 2023, nella vittoria casalinga contro il Nagoya Grampus vince la J1 League con una gionrnata di anticipo per 2-1 grazie a Ōsako (fornendo lui entrambi gli assist).
Il Vissel Kobe vince anche l'edizione 2024 del campionato con quattro punti di vantaggio sul Sanfrecce Hiroshima (seconda classificata) Ōsako è determinante nel bilancio finale con il calcio di punizione da lui segnato realizzando la rete del 2-1 sconfiggendo l'FC Tokyo, inoltre la sua doppietta consegna la vittoria su 2-0 contro l'Avispa Fukuoka.

### Nazionale

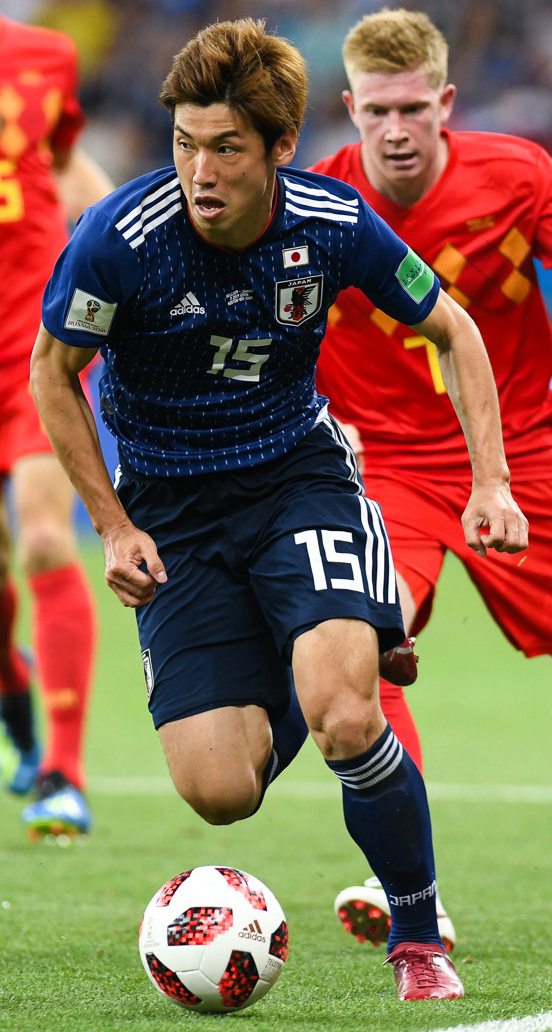
Ōsako in azione con la maglia della nazionale nel 2018

Yūya Ōsako viene convocato nella nazionale giapponese per disputare l'edizione 2013 della East Asian Cup la quale viene vinta proprio dalla nazionale nipponica, dove Ōsako segna una doppietta nella vittoria contro l'Australia per 3-2. Ōsako giocherà nel mondiale 2018 in Russia dove, nella fase a girone, segnerà la rete del 2-1 contro la favorita Colombia che garantirà la prima storica vittoria nei mondiale per la nazionale giapponese contro una nazionale della CONMEBOL. Durante un'amichevole segnerà il gol del temporaneo 2-1 contro l'Uruguay nella partita che il Giappone vincerà per 4-3. Nell'edizione 2019 della Coppa d'Asia sarà autore della doppietta nella partita che il Giappone vincerà contro il Turkmenistan per 3-2, inoltre sarà autore di un'altra doppietta nella semifinale vinta 3-0 contro l'Iran, che permetterà l'accesso alla finale dove però il Giappone perderà 3-1 contro il Qatar. Segnerà una tripletta battendo per 14-0 la Mongolia, e farà cinque reti sconfiggendo per 10-0 la Birmania nelle qualificazioni per il mondiale Qatar 2022.

## Statistiche

### Presenze e reti nei club
Statistiche aggiornate all'8 dicembre 2024.
| Stagione               | Club                   | Campionato             | Campionato | Campionato | Coppe nazionali | Coppe nazionali | Coppe nazionali | Coppe continentali | Coppe continentali | Coppe continentali | Altre coppe | Altre coppe | Altre coppe | Totale | Totale |
| Stagione               | Club                   | Comp                   | Pres       | Reti       | Comp            | Pres            | Reti            | Comp               | Pres               | Reti               | Comp        | Pres        | Reti        | Pres   | Reti   |
| ---------------------- | ---------------------- | ---------------------- | ---------- | ---------- | --------------- | --------------- | --------------- | ------------------ | ------------------ | ------------------ | ----------- | ----------- | ----------- | ------ | ------ |
| 2009                   | Kashima Antlers        | J1                     | 22         | 3          | CG+CdL          | 2+1             | 0               | ACL                | 5                  | 3                  | SG          | 1           | 0           | 31     | 6      |
| 2010                   | Kashima Antlers        | J1                     | 27         | 4          | CG+CdL          | 5+0             | 3+0             | ACL                | 5                  | 1                  | SG          | 0           | 0           | 37     | 8      |
| 2011                   | Kashima Antlers        | J1                     | 25         | 5          | CG+CdL          | 3+3             | 1+3             | ACL                | 4                  | 1                  | SG          | 1           | 0           | 36     | 10     |
| 2012                   | Kashima Antlers        | J1                     | 32         | 9          | CG+CdL          | 3+9             | 1+7             | -                  | -                  | -                  | SBC         | 1           | 0           | 45     | 17     |
| 2013                   | Kashima Antlers        | J1                     | 33         | 19         | CG+CdL          | 1+7             | 0+2             | -                  | -                  | -                  | SBC         | 1           | 3           | 42     | 24     |
| Totale Kashima Antlers | Totale Kashima Antlers | Totale Kashima Antlers | 139        | 40         |                 | 34              | 17              |                    | 14                 | 5                  |             | 4           | 3           | 191    | 65     |
| gen.-giu. 2014         | Monaco 1860            | 2.BL                   | 15         | 6          | -               | -               | -               | -                  | -                  | -                  | -           | -           | -           | 15     | 6      |
| 2014-2015              | Colonia                | BL                     | 28         | 3          | CG              | 1               | 0               | -                  | -                  | -                  | -           | -           | -           | 29     | 3      |
| 2015-2016              | Colonia                | BL                     | 25         | 1          | CG              | 2               | 0               | -                  | -                  | -                  | -           | -           | -           | 27     | 1      |
| 2016-2017              | Colonia                | BL                     | 30         | 7          | CG              | 2               | 2               | -                  | -                  | -                  | -           | -           | -           | 32     | 9      |
| 2017-2018              | Colonia                | BL                     | 25         | 4          | CG              | 1               | 0               | UEL                | 6                  | 2                  | -           | -           | -           | 32     | 6      |
| Totale Colonia         | Totale Colonia         | Totale Colonia         | 108        | 15         |                 | 6               | 2               |                    | 6                  | 2                  |             | -           | -           | 120    | 19     |
| 2018-2019              | Werder Brema           | BL                     | 21         | 3          | CG              | 2               | 2               | -                  | -                  | -                  | -           | -           | -           | 23     | 5      |
| 2019-2020              | Werder Brema           | BL                     | 28+2       | 8+0        | CG              | 4               | 1               | -                  | -                  | -                  | -           | -           | -           | 34     | 9      |
| 2020-2021              | Werder Brema           | BL                     | 24         | 0          | CG              | 4               | 1               | -                  | -                  | -                  | -           | -           | -           | 28     | 1      |
| lug. 2021              | Werder Brema           | 2.BL                   | 2          | 0          | -               | -               | -               | -                  | -                  | -                  | -           | -           | -           | 2      | 0      |
| Totale Werder Brema    | Totale Werder Brema    | Totale Werder Brema    | 77         | 11         |                 | 10              | 4               |                    | -                  | -                  |             | -           | -           | 87     | 15     |
| ago.-dic. 2021         | Vissel Kōbe            | J1                     | 11         | 4          | -               | -               | -               | -                  | -                  | -                  | -           | -           | -           | 11     | 4      |
| 2022                   | Vissel Kōbe            | J1                     | 26         | 7          | CG+CdL          | 2+1             | 2+1             | ACL                | 6                  | 3                  | -           | -           | -           | 35     | 13     |
| 2023                   | Vissel Kōbe            | J1                     | 34         | 22         | CG+CdL          | 4+1             | 1+1             | -                  | -                  | -                  | -           | -           | -           | 39     | 24     |
| 2024                   | Vissel Kōbe            | J1                     | 36         | 11         | CG+CdL          | 4+0             | 1+0             | ACL                | 2                  | 0                  | SG          | 1           | 0           | 43     | 12     |
| Totale Vissel Kōbe     | Totale Vissel Kōbe     | Totale Vissel Kōbe     | 107        | 44         |                 | 12              | 6               |                    | 8                  | 3                  |             | 1           | 0           | 128    | 53     |
| Totale carriera        | Totale carriera        | Totale carriera        | 446        | 116        |                 | 62              | 29              |                    | 28                 | 10                 |             | 5           | 3           | 541    | 158    |

### Cronologia presenze e reti in nazionale
| Cronologia completa delle presenze e delle reti in nazionale ― Giappone | Cronologia completa delle presenze e delle reti in nazionale ― Giappone | Cronologia completa delle presenze e delle reti in nazionale ― Giappone | Cronologia completa delle presenze e delle reti in nazionale ― Giappone | Cronologia completa delle presenze e delle reti in nazionale ― Giappone | Cronologia completa delle presenze e delle reti in nazionale ― Giappone | Cronologia completa delle presenze e delle reti in nazionale ― Giappone | Cronologia completa delle presenze e delle reti in nazionale ― Giappone |
| Data                                                                    | Città                                                                   | In casa                                                                 | Risultato                                                               | Ospiti                                                                  | Competizione                                                            | Reti                                                                    | Note                                                                    |
| ----------------------------------------------------------------------- | ----------------------------------------------------------------------- | ----------------------------------------------------------------------- | ----------------------------------------------------------------------- | ----------------------------------------------------------------------- | ----------------------------------------------------------------------- | ----------------------------------------------------------------------- | ----------------------------------------------------------------------- |
| 21-7-2013                                                               | Seul                                                                    | Giappone                                                                | 3 – 3                                                                   | Cina                                                                    | Coppa dell'Asia orientale 2013                                          | -                                                                       | 87’                                                                     |
| 25-7-2013                                                               | Hwaseong                                                                | Giappone                                                                | 3 – 2                                                                   | Australia                                                               | Coppa dell'Asia orientale 2013                                          | 2                                                                       | 56’                                                                     |
| 6-9-2013                                                                | Osaka                                                                   | Giappone                                                                | 3 – 0                                                                   | Guatemala                                                               | Amichevole                                                              | -                                                                       | 46’                                                                     |
| 10-9-2013                                                               | Yokohama                                                                | Giappone                                                                | 3 – 1                                                                   | Ghana                                                                   | Amichevole                                                              | -                                                                       | 75’                                                                     |
| 16-11-2013                                                              | Genk                                                                    | Paesi Bassi                                                             | 2 – 2                                                                   | Giappone                                                                | Amichevole                                                              | 1                                                                       | 73’                                                                     |
| 19-11-2013                                                              | Bruxelles                                                               | Belgio                                                                  | 2 – 3                                                                   | Giappone                                                                | Amichevole                                                              | -                                                                       | 64’                                                                     |
| 5-3-2014                                                                | Tokyo                                                                   | Giappone                                                                | 4 – 2                                                                   | Nuova Zelanda                                                           | Amichevole                                                              | -                                                                       | 81’                                                                     |
| 3-6-2014                                                                | Tampa                                                                   | Costa Rica                                                              | 1 – 3                                                                   | Giappone                                                                | Amichevole                                                              | -                                                                       | 7’ 76’                                                                  |
| 7-6-2014                                                                | Tampa                                                                   | Giappone                                                                | 4 – 3                                                                   | Zambia                                                                  | Amichevole                                                              | -                                                                       | 60’                                                                     |
| 15-6-2014                                                               | Recife                                                                  | Costa d'Avorio                                                          | 2 – 1                                                                   | Giappone                                                                | Mondiali 2014 - 1º turno                                                | -                                                                       | 68’                                                                     |
| 20-6-2014                                                               | Ceará-Mirim                                                             | Giappone                                                                | 0 – 0                                                                   | Grecia                                                                  | Mondiali 2014 - 1º turno                                                | -                                                                       | 57’                                                                     |
| 9-9-2014                                                                | Yokohama                                                                | Giappone                                                                | 2 – 2                                                                   | Venezuela                                                               | Amichevole                                                              | -                                                                       | 46’                                                                     |
| 31-3-2015                                                               | Chōfu                                                                   | Giappone                                                                | 5 – 1                                                                   | Uzbekistan                                                              | Amichevole                                                              | -                                                                       | 71’                                                                     |
| 11-6-2015                                                               | Yokohama                                                                | Giappone                                                                | 4 – 0                                                                   | Iraq                                                                    | Amichevole                                                              | -                                                                       | 73’                                                                     |
| 16-6-2015                                                               | Saitama                                                                 | Giappone                                                                | 0 – 0                                                                   | Singapore                                                               | Qual. Mondiali 2018                                                     | -                                                                       | 61’                                                                     |
| 11-11-2016                                                              | Kashima                                                                 | Giappone                                                                | 4 – 0                                                                   | Oman                                                                    | Amichevole                                                              | 2                                                                       | 53’ 60’                                                                 |
| 15-11-2016                                                              | Tokyo                                                                   | Giappone                                                                | 2 – 1                                                                   | Arabia Saudita                                                          | Qual. Mondiali 2018                                                     | -                                                                       | 90+3’                                                                   |
| 23-3-2017                                                               | al-'Ayn                                                                 | Emirati Arabi Uniti                                                     | 0 – 2                                                                   | Giappone                                                                | Qual. Mondiali 2018                                                     | -                                                                       | 82’                                                                     |
| 7-6-2017                                                                | Chōfu                                                                   | Giappone                                                                | 1 – 1                                                                   | Siria                                                                   | Amichevole                                                              | -                                                                       | 85’                                                                     |
| 13-6-2017                                                               | Teheran                                                                 | Iraq                                                                    | 1 – 1                                                                   | Giappone                                                                | Qual. Mondiali 2018                                                     | 1                                                                       |                                                                         |
| 31-8-2017                                                               | Saitama                                                                 | Giappone                                                                | 2 – 0                                                                   | Australia                                                               | Qual. Mondiali 2018                                                     | -                                                                       | 44’ 87’                                                                 |
| 6-10-2017                                                               | Toyota                                                                  | Giappone                                                                | 2 – 1                                                                   | Nuova Zelanda                                                           | Amichevole                                                              | 1                                                                       | 61’                                                                     |
| 10-10-2017                                                              | Yokohama                                                                | Giappone                                                                | 3 – 3                                                                   | Haiti                                                                   | Amichevole                                                              | -                                                                       | 64’                                                                     |
| 10-11-2017                                                              | Villeneuve-d'Ascq                                                       | Giappone                                                                | 1 – 3                                                                   | Brasile                                                                 | Amichevole                                                              | -                                                                       | 81’                                                                     |
| 14-11-2017                                                              | Bruges                                                                  | Belgio                                                                  | 1 – 0                                                                   | Giappone                                                                | Amichevole                                                              | -                                                                       | 74’                                                                     |
| 23-3-2018                                                               | Liegi                                                                   | Giappone                                                                | 1 – 1                                                                   | Mali                                                                    | Amichevole                                                              | -                                                                       |                                                                         |
| 30-5-2018                                                               | Yokohama                                                                | Giappone                                                                | 0 – 2                                                                   | Ghana                                                                   | Amichevole                                                              | -                                                                       | 46’                                                                     |
| 8-6-2018                                                                | Lugano                                                                  | Svizzera                                                                | 2 – 0                                                                   | Giappone                                                                | Amichevole                                                              | -                                                                       | 40’                                                                     |
| 12-6-2018                                                               | Innsbruck                                                               | Giappone                                                                | 4 – 2                                                                   | Paraguay                                                                | Amichevole                                                              | -                                                                       | 64’                                                                     |
| 19-6-2018                                                               | Saransk                                                                 | Colombia                                                                | 1 – 2                                                                   | Giappone                                                                | Mondiali 2018 - 1º turno                                                | 1                                                                       | 85’                                                                     |
| 24-6-2018                                                               | Ekaterinburg                                                            | Giappone                                                                | 2 – 2                                                                   | Senegal                                                                 | Mondiali 2018 - 1º turno                                                | -                                                                       |                                                                         |
| 28-6-2018                                                               | Volgograd                                                               | Giappone                                                                | 0 – 1                                                                   | Polonia                                                                 | Mondiali 2018 - 1º turno                                                | -                                                                       | 47’                                                                     |
| 2-7-2018                                                                | Rostov sul Don                                                          | Belgio                                                                  | 3 – 2                                                                   | Giappone                                                                | Mondiali 2018 - Ottavi di finale                                        | -                                                                       |                                                                         |
| 12-10-2018                                                              | Niigata                                                                 | Giappone                                                                | 3 – 0                                                                   | Panama                                                                  | Amichevole                                                              | -                                                                       | 66’                                                                     |
| 16-10-2018                                                              | Saitama                                                                 | Giappone                                                                | 4 – 3                                                                   | Uruguay                                                                 | Amichevole                                                              | 1                                                                       |                                                                         |
| 16-11-2018                                                              | Ōita                                                                    | Giappone                                                                | 1 – 1                                                                   | Venezuela                                                               | Amichevole                                                              | -                                                                       | 61’ 68’                                                                 |
| 20-11-2018                                                              | Toyota                                                                  | Giappone                                                                | 4 – 0                                                                   | Kirghizistan                                                            | Amichevole                                                              | 1                                                                       | 59’                                                                     |
| 9-1-2019                                                                | Abu Dhabi                                                               | Giappone                                                                | 3 – 2                                                                   | Turkmenistan                                                            | Coppa d'Asia 2019 - 1º turno                                            | 2                                                                       |                                                                         |
| 24-1-2019                                                               | Dubai                                                                   | Vietnam                                                                 | 0 – 1                                                                   | Giappone                                                                | Coppa d'Asia 2019 - Quarti di finale                                    | -                                                                       | 72’                                                                     |
| 28-1-2019                                                               | al-'Ayn                                                                 | Iran                                                                    | 0 – 3                                                                   | Giappone                                                                | Coppa d'Asia 2019 - Semifinale                                          | 2                                                                       |                                                                         |
| 1-2-2019                                                                | Abu Dhabi                                                               | Giappone                                                                | 1 – 3                                                                   | Qatar                                                                   | Coppa d'Asia 2019 - Finale                                              | -                                                                       |                                                                         |
| 5-6-2019                                                                | Toyota                                                                  | Giappone                                                                | 0 – 0                                                                   | Trinidad e Tobago                                                       | Amichevole                                                              | -                                                                       |                                                                         |
| 9-6-2019                                                                | Rifu                                                                    | Giappone                                                                | 2 – 0                                                                   | El Salvador                                                             | Amichevole                                                              | -                                                                       | 59’                                                                     |
| 5-9-2019                                                                | Kashima                                                                 | Giappone                                                                | 2 – 0                                                                   | Paraguay                                                                | Amichevole                                                              | 1                                                                       | 67’                                                                     |
| 10-9-2019                                                               | Yangon                                                                  | Birmania                                                                | 0 – 2                                                                   | Giappone                                                                | Qual. Mondiali 2022                                                     | -                                                                       |                                                                         |
| 9-10-2020                                                               | Utrecht                                                                 | Giappone                                                                | 0 – 0                                                                   | Camerun                                                                 | Amichevole                                                              | -                                                                       |                                                                         |
| 25-3-2021                                                               | Yokohama                                                                | Giappone                                                                | 3 – 0                                                                   | Corea del Sud                                                           | Amichevole                                                              | -                                                                       | 77’                                                                     |
| 30-3-2021                                                               | Chiba                                                                   | Mongolia                                                                | 0 – 14                                                                  | Giappone                                                                | Qual. Mondiali 2022                                                     | 3                                                                       |                                                                         |
| 28-5-2021                                                               | Chiba                                                                   | Giappone                                                                | 10 – 0                                                                  | Birmania                                                                | Qual. Mondiali 2022                                                     | 5                                                                       |                                                                         |
| 2-9-2021                                                                | Suita                                                                   | Giappone                                                                | 0 – 1                                                                   | Oman                                                                    | Qual. Mondiali 2022                                                     | -                                                                       |                                                                         |
| 7-9-2021                                                                | Doha                                                                    | Cina                                                                    | 0 – 1                                                                   | Giappone                                                                | Qual. Mondiali 2022                                                     | 1                                                                       |                                                                         |
| 7-10-2021                                                               | Jeddah                                                                  | Arabia Saudita                                                          | 1 – 0                                                                   | Giappone                                                                | Qual. Mondiali 2022                                                     | -                                                                       |                                                                         |
| 12-10-2021                                                              | Saitama                                                                 | Giappone                                                                | 2 – 1                                                                   | Australia                                                               | Qual. Mondiali 2022                                                     | -                                                                       | 61’                                                                     |
| 11-11-2021                                                              | Hanoi                                                                   | Vietnam                                                                 | 0 – 1                                                                   | Giappone                                                                | Qual. Mondiali 2022                                                     | -                                                                       | 75’                                                                     |
| 16-11-2021                                                              | Mascate                                                                 | Oman                                                                    | 0 – 1                                                                   | Giappone                                                                | Qual. Mondiali 2022                                                     | -                                                                       | 88’                                                                     |
| 27-1-2022                                                               | Saitama                                                                 | Giappone                                                                | 2 – 0                                                                   | Cina                                                                    | Qual. Mondiali 2022                                                     | 1                                                                       | 58’                                                                     |
| 1-2-2022                                                                | Saitama                                                                 | Giappone                                                                | 2 – 0                                                                   | Arabia Saudita                                                          | Qual. Mondiali 2022                                                     | -                                                                       | 68’                                                                     |
| Totale                                                                  |                                                                         | Presenze                                                                | 57                                                                      |                                                                         | Reti (9º posto)                                                         | 25                                                                      |                                                                         |

## Palmarès

### Club

#### Competizioni nazionali
- Supercoppa del Giappone: 2

Kashima Antlers: 2009, 2010
- Campionato giapponese: 3

Kashima Antlers: 2009
Vissel Kōbe: 2023, 2024
- Coppa dell'Imperatore: 2

Kashima Antlers: 2010
Vissel Kōbe: 2024
- Coppa J. League: 2

Kashima Antlers: 2011, 2012

#### Competizioni internazionali
- Coppa Suruga Bank: 2

Kashima Antlers: 2012, 2013

### Nazionale
- Coppa dell'Asia orientale: 1

2013

### Individuale
- Miglior giocatore della Coppa J. League: 1

2011
- Capocannoniere della Coppa J. League: 1

2012: (7 gol)
- Squadra del campionato giapponese: 3

2013, 2023, 2024
- Miglior calciatore giapponese dell'anno: 1

2018
- All-Star Team della Coppa d'Asia: 1

2019
- Capocannoniere del campionato giapponese: 1

2023 (22 gol, a pari merito con Anderson Lopes)
- Miglior giocatore del campionato giapponese: 1

2023